# سيلفا راسالينغام
سيلفا راسالينغام (بالإنجليزية: Selva Rasalingam)‏، هو ممثل بريطاني. ظهر على خشبة المسرح في مسارح وست اند ولشركة شكسبير الملكية. وقد ظهر في العديد من المسلسلات التلفزيونية في المملكة المتحدة بما في ذلك دكتور هو و لوثر و هيوستل، وفي فيلم بما في ذلك داماسكس كفر و أمير فارس: رمال الزمن و سكايفول حيث كان عضوًا في الممثلين البهلوانيين. مثّل دور يسوع في نسخة 2014 من فيلم إنجيل يوحنا.

## الحياة
وُلد سيلفا راسالينغام في توتنهام شمال لندن لأب من تاميليون وأم إنجليزية. تدرب في مدرسة جيلدهول للموسيقى والدراما (1988-1991)، لندن.

## المسار المهني والوظيفي
مثّل راسالينغام دور يسوع في فيلم إنجيل يوحنا و‌الأناجيل الثلاثة الأخرى التي أنتجها مشروع لومو، والتي لقيت استحساناً باعتبارها مسرحية وأكاديمية لتصويرها الدقيق من الكتاب المقدس. درس راسالينغام مصادر تاريخية وأكاديمية متنوعة استعداداً للدور، وامتد التصوير خمس سنوات.
من بين عروضه المسرحية الأخرى مغامرة من تأليف فيناي باتيل (مسرح بوش) غوانتانامو: شرف منضم للدفاع عن الحرية في وست اند، ودور أمير في مسرحية عار الحائزة على جائزة بوليتزر (المسرح الإنجليزي في فرانكفورت).